# Arena de la Juventud

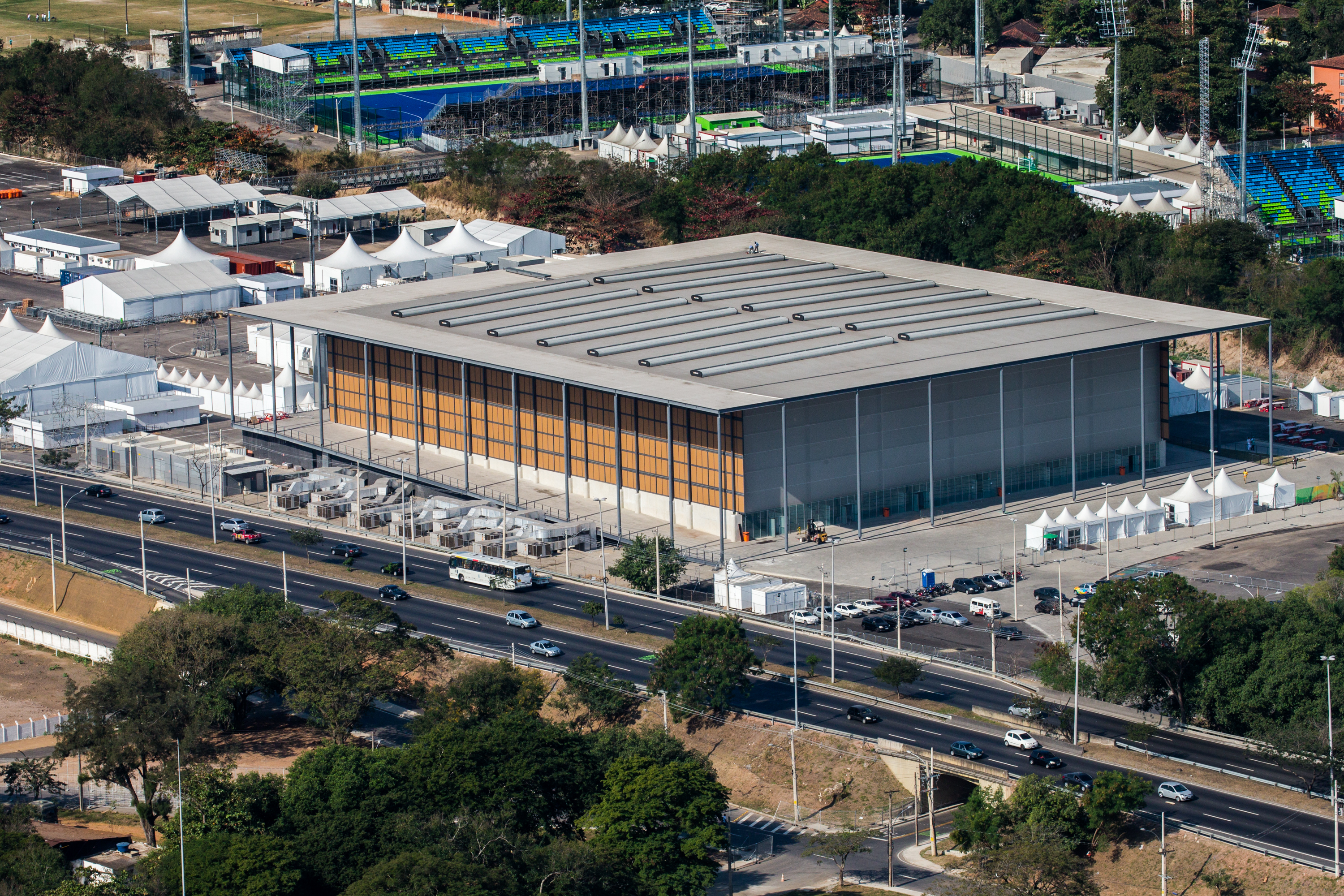
Arena de la Juventud

La Arena de la Juventud también conocida como Arena de Deodoro es una instalación deportiva permanente construida para acoger eventos deportivos del programa de los XXXI Juegos Olímpicos que fueron realizados en la ciudad de Río de Janeiro del 5 a 21 de agosto de 2016.
Acogió competiciones de rugby y pentatlón moderno (esgrima) en el Programa Olímpico y esgrima en silla de ruedas en el Programa Paralímpico. Forma parte de la Región Deodoro que se trata de un centro multi-deportivo con diversas instalaciones.

## Construcción
La obra fue iniciada a mediados de julio de 2015 y tiene previsión de conclusión para el primer trimestre de 2016. Está presupuestada dentro de todo el coste del área Norte de la Región Deodoro con previsión de gasto de R$ 643,7 millones y está siendo desempeñada por el Ayuntamiento de Río de Janeiro con recursos federales. Tiene evento de prueba para marzo de 2016.

## Utilización en los Juegos Olímpicos 2016
El proyecto de la Arena de la Juventud previó una capacidad permanente de 2000 espectadores sumados a los 3000 lugares temporales en la realización de los Juegos Olímpicos. Albergó algunas jornadas de la fase de grupos (preliminar) del baloncesto femenino y de la esgrima en la competición del pentatlón moderno y las pruebas de esgrima en silla de ruedas atendiendo al cronograma paralímpico.